# Albertine Agnes af Oranien-Nassau
Albertine Agnes af Oranien-Nassau (9. april 1634 - 26. maj 1696), var regent af Friesland, Groningen og Drenthe. Hun var det sjette barn og femte datter af stadtholder Frederik Henrik af Oranien og Amalia af Solms-Braunfels.

## Familie
Albertine Agnes blev født i Haag og var den sjette af ni børn født af sine forældre. Nogle af hendes søskende døde i barndommen. Albertine og fire andre søskende levede til voksenalderen. Hendes efterladte søskende var: Wilhelm II, Prins af Oranien, Luise Henriette af Nassau, Henriette Catherine af Nassau og Maria af Nassau.
Albertines farfarforældre var William den Tavse og hans fjerde kone Louise de Coligny. Hendes bedstefar, William, blev myrdet på ordre fra Filip II af Spanien, som troede at William havde forrådt den spanske konge og den katolske religion.
Hendes morforældre var Johan Albrecht I af Solms-Braunfels og hans kone Agnes of Sayn-Wittgenstein.
I 1652 giftede hun sig med sin næstfætter, Vilhelm Frederik af Nassau-Diez. De havde tre børn:
- Amalia af Nassau-Dietz, gift med John William III, hertug af Saxe-Eisenach
- Henrik Casimir 2. af Nassau-Diez, gift med Henriëtte Amalia fra Anhalt-Dessau
- Wilhelmina Sophia Hedwig (1664-1667)

## Regentskab
Efter hendes mands død i 1664 blev hun regent for sin søn i Friesland, Groningen og Drenthe. I 1665 erklærede både England og bispedømmet Münster krigen mod Nederlandene. Da de fleste penge til forsvar var blevet brugt til flåden, var hæren blevet forsømt. Da Groningen var under belejring, skyndte Albertine Agnes sig til byen for at give moralsk støtte. Presset af kong Ludvig XIV fra Frankrig, på dette tidspunkt en allieret, tvang fjendernes styrker tilbage, men seks år senere blev nederlandene angrebet fra syd, af franskmændene under Louis XIV og fra nord af Münsters biskop og ærkebiskoppen af Köln. Hun organiserede forsvaret og holdt krigsmoralen højt.
I 1676 købte Albertine Agnes et landsted i Oranjewoud og kaldte det Oranjewoud Palads. Det var her, at hun døde i 1696.

## Galleri
- Albertine Agnes.
- Albertine Agnes og hendes søstre.
- Frederick Henry, Amalia og deres yngste tre døtre, Albertine Agnes er anden til højre, holder hænderne sammen med sin yngre søster Henriette Catherine